# Josef Schmitz (Theologe, 1925)
Josef Schmitz (* 4. August 1925 in Mainz; † 12. Oktober 2013 ebenda) war ein deutscher Theologe und Priester.

## Leben
Von 1957 bis 1959 war er wissenschaftlicher Assistent an der Mainzer Katholisch-Theologischen Fakultät. Nach der Promotion 1959 in Mainz zum Dr. theol. war er von 1963 bis 1964 Lehrbeauftragter an der PTH Freising. Nach der Habilitation 1964 in Mainz war er von 1964 bis 1965 ordentlicher Professor in Freising. Von 1965 bis 1993 lehrte er als Professor für Fundamentaltheologie und Religionswissenschaft an der Universität Mainz.

## Schriften (Auswahl)
- Die apologetische Theologie Paul Tillichs. Mainz 1966, OCLC 804407986.
- Offenbarung in Wort und Tat. Aschaffenburg 1973, ISBN 3-557-94146-9.
- Religionsphilosophie. Düsseldorf 1984, ISBN 3-491-77902-2.
- Offenbarung. Düsseldorf 1988, ISBN 3-491-77914-6.